# Christer Majbäck
Sven Christer Majbäck (* 30. Januar 1964 in Jukkasjärvi) ist ein ehemaliger schwedischer Skilangläufer.

## Werdegang
Majbäck gab am 9. Dezember 1984 sein Debüt im Skilanglauf-Weltcup. Beim 15-km-Rennen in Cogne gewann er als 14. auf Anhieb erste Weltcup-Punkte. In Syktywkar stand er am 23. Februar 1985 als Dritter erstmals auf dem Podium. Nach weiteren guten Ergebnissen, beendete er seine erste Saison 1984/85 auf Rang 15 der Weltcup-Gesamtwertung.
Nach Rang sieben in der Saison 1985/86 startete Majbäck auch in die Saison 1986/87 stark mit Rang drei über 30 km in Davos. Auch über die 15 km im klassischen Stil von Calgary gelang ihm dieser Podestrang. Bei den folgenden Nordischen Skiweltmeisterschaften 1987 in Oberstdorf gewann er über 30 km hinter seinem Landsmann Thomas Wassberg und dem Finnen Aki Karvonen die Bronzemedaille. Für das 4 × 10-km-Staffelrennen wurde er nicht nominiert. Die Weltcup-Saison beendete er wenig später auf Rang elf der Gesamtwertung.
Nachdem Majbäck in Kastelruth im Dezember 1987 als Vierter nur knapp das Podest verpasst hatte, schaffte er drei Wochen später in Kavgolovo wieder den Sprung unter die besten drei. Bei den folgenden Olympischen Spielen 1988 in Calgary startete er über die 15 km und lief als Elfter ins Ziel. Ein durchwachsenes Jahr später bei den Nordischen Skiweltmeisterschaften 1989 in Lahti verteidigte er seine Bronzemedaille über 30 km im klassischen Stil. Kurz darauf gewann er gemeinsam mit Gunde Svan, Lars Håland und Torgny Mogren die Goldmedaille mit der Staffel. Zuvor war er über 15 km als 13. ins Ziel gelaufen.
Mit der Saison 1989/90 bestritt Majbäck schließlich seine beste Weltcup-Saison im Laufe seiner Karriere. So gelang ihm nach Rang sechs in Salt Lake City in Calgary der erste und einzige Weltcupsieg seiner Karriere. Nach diversen Top-10-Plätzen gelang ihm im März in Trondheim erneut ein dritter Platz. In der Gesamtwertung erreichte er am Ende den fünften Rang. Bei den Schwedischen Meisterschaften 1990 gewann Majbäck über 30 km und über 50 km seine einzigen beiden nationalen Titel.
Bei den Nordischen Skiweltmeisterschaften 1991 im Val di Fiemme gewann Majbäck über 10 km sowie mit der 4 × 10-km-Staffel die Silbermedaille. Über 30 km kam er als Zehnter ins Ziel. Im 50-km-Einzellauf lag er am Ende auf Rang 14.
Noch erfolgreicher verlief im Folgejahr sein Start bei den Olympischen Spielen 1992 in Albertville, bei denen er über 10 Kilometer im klassischen Stil die Bronzemedaille gewann und mit der 4 × 10-km-Staffel den vierten Platz erreichte. In der Verfolgung sowie über 30 km belegte Majbäck am Ende Rang sechs. Im Weltcup konnte er auch weiter nicht an die Saison 1989/90 anknüpfen, konnte aber als neunter in der Gesamtwertung noch einmal einen Top-10-Rang erreichen.
Bei den Nordischen Skiweltmeisterschaften 1993 in Falun blieb er erstmals ohne Medaille. Auch bei Majbäcks dritten Olympischen Spielen 1994 in Lillehammer blieb er ohne Erfolg. In der Folge bestritt er nur noch selten Weltcup-Rennen. Oftmals startete er nur noch bei FIS-Rennen oder im Continentalcup. Zudem war er bei Langstreckenrennen, wie dem Wasalauf aktiv, bei dem er 1997 den zweiten Platz belegte.
1999 beendete er seine aktive Skilanglauf-Karriere. Wenig später erwarb er das Wachs-Unternehmen Skigo in Kiruna, welches spezielle Wachsmischungen für Ski herstellt. Zudem ist er als Verkäufer von Sportkleidung aktiv.

## Erfolge

### Weltcupsiege im Einzel
| Nr. | Datum             | Ort     | Disziplin                      |
| --- | ----------------- | ------- | ------------------------------ |
| 1.  | 16. Dezember 1989 | Calgary | 15 km Freistil Individualstart |

## Platzierungen im Weltcup

### Weltcup-Statistik
Die Tabelle zeigt die erreichten Platzierungen im Einzelnen.
- 1.–3. Platz: Anzahl der Podiumsplatzierungen
- Top 10: Anzahl der Platzierungen unter den ersten zehn
- Punkteränge: Anzahl der Platzierungen innerhalb der Punkteränge
- Starts: Anzahl gelaufener Rennen in der jeweiligen Disziplin
- Hinweis: Bei den Distanzrennen erfolgt die Einordnung gemäß FIS.

| Platzierung         | Distanzrennen a | Distanzrennen a | Distanzrennen a | Distanzrennen a | Distanzrennen a | Skiathlon Verfolgung | Sprint | Etappen- rennen b | Gesamt | Team c | Team c  |
| Platzierung         | ≤ 5 km          | ≤ 10 km         | ≤ 15 km         | ≤ 30 km         | > 30 km         | Skiathlon Verfolgung | Sprint | Etappen- rennen b | Gesamt | Sprint | Staffel |
| ------------------- | --------------- | --------------- | --------------- | --------------- | --------------- | -------------------- | ------ | ----------------- | ------ | ------ | ------- |
| 1. Platz            |                 |                 | 1               |                 |                 |                      |        |                   | 1      |        |         |
| 2. Platz            |                 | 1               |                 |                 |                 |                      |        |                   | 1      |        |         |
| 3. Platz            |                 | 1               | 3               | 5               |                 |                      |        |                   | 9      |        |         |
| Top 10              |                 | 5               | 11              | 15              | 3               |                      |        |                   | 34     |        |         |
| Punkteränge         |                 | 5               | 22              | 20              | 8               |                      |        |                   | 55     |        |         |
| Starts              |                 | 9               | 29              | 25              | 9               |                      |        |                   | 72     |        |         |
| Stand: Karriereende |                 |                 |                 |                 |                 |                      |        |                   |        |        |         |

### Weltcup-Gesamtplatzierungen
| Saison  | Gesamt | Gesamt | Langdistanz | Langdistanz | Sprint | Sprint |
| Saison  | Punkte | Platz  | Punkte      | Platz       | Punkte | Platz  |
| ------- | ------ | ------ | ----------- | ----------- | ------ | ------ |
| 1984/85 | 40     | 15.    | -           | -           | -      | -      |
| 1985/86 | 47     | 7.     | -           | -           | -      | -      |
| 1986/87 | 45     | 11.    | -           | -           | -      | -      |
| 1987/88 | 41     | 16.    | -           | -           | -      | -      |
| 1988/89 | 46     | 8.     | -           | -           | -      | -      |
| 1989/90 | 86     | 5.     | -           | -           | -      | -      |
| 1990/91 | 59     | 11.    | -           | -           | -      | -      |
| 1991/92 | 45     | 9.     | -           | -           | -      | -      |
| 1992/93 | 194    | 14.    | -           | -           | -      | -      |
| 1993/94 | 116    | 22.    | -           | -           | -      | -      |
| 1994/95 | 96     | 29.    | -           | -           | -      | -      |
| 1995/96 | -      | -      | -           | -           | -      | -      |
| 1996/97 | 13     | 75.    | 9           | 48.         | 4      | 68.    |
| 1997/98 | -      | -      | -           | -           | -      | -      |
| 1998/99 | 4      | 98.    | -           | -           | -      | -      |